# Боднарський Богдан Степанович
Богда́н Степа́нович Бодна́рський (* 23 червня 1874, місто Радивилів, нині Рівненської області,— † 24 листопада 1968, Москва) — український і російський книгознавець, бібліограф.

## Біографія
Через фінансові проблеми сім'ї за систематичну освіту зміг узятися з деяким запізненням. Лише в 1901 р., уже маючи 27 літ, закінчив юридичний факультет Московського університету, згодом навчався в Археологічному інституті, який закінчив у 1910 p.
Але так склалося життя, що найбільш повно його здібності розкрилися не в юриспруденції і не в археології, а в книгознавчій справі, педагогіці. Причому працьовитість, енергія, аналітичний розум дуже швидко допомогли радивилівцеві завоювати книгознавчу Москву. Боднарський став першим директором Російської центральної книжкової палати (в 1920 p.), директором Російського бібліографічного інституту (в 1921 р.).
Він був пропагандистом міжнародної класифікації знань, яку вивчив, перебуваючи в Міжнародному бібліографічному інституті в Брюсселі, — під керівництвом засновника цього інституту Поля Отлє. Виступаючи з численними доповідями в різних товариствах, Богдан Степанович ще на початку 20 століття зумів переконати колег — учених і просто бібліотекарів — у перспективності десятинної класифікації знань. А ще переклав із французької «Скорочені таблиці десятинної класифікації Міжнародного бібліотечного інституту» і взявся видати складені ним методичні посібники для різних бібліотек. Основна праця Богдана Боднарського — «Бібліографія російської бібліографії», яка увібрала в себе огляд літератури за 1913 — 1925 роки. З 1921 р. він був професором, у 1943 р., захистивши дисертацію, став доктором педагогічних наук. У 1945 р. удостоївся звання заслуженого діяча науки РРФСР. Педагогічні здібності нашого земляка проявилися в той період, коли він читав лекції з бібліографії на курсах у Московському університеті ім. Шанявського, коли виступав у вишах Ленінграда. Важлива сторінка біографії Боднарського — редагування в 1913–1929 роках журналу «Библиографические известия», що видавався Бібліографічним товариством при тодішньому Імператорському Московському університеті. А членом цього товариства він став ще з 1909 р., із наступного року був його секретарем, а в 1920 — 1939 роках головував тут.
Помер Б. Боднарський на 94 році життя. Похований у Москві.